# Slag bij Mbwila
De Slag bij Mbwila (ook wel Slag bij Ambuila, Slag bij Mbuila, of Slag bij Ulanga genoemd) vond plaats op 29 oktober 1665, waarin de Portugese strijdkrachten de legers van het Koninkrijk Kongo versloegen en koning António I van Kongo, ook wel Nvita a Nkanga genoemd, onthoofdden.

## Oorsprong van de oorlog
Hoewel Kongo en Portugal in de 16e eeuw handelspartners waren en culturele uitwisselingen plaatsvonden, werd de relatie onder druk gezet door de oprichting van de Portugees Angola in 1575. In eerste instantie steunde Kongo Portugal in Angola, en stuurde een leger om de Portugese gouverneur Paulo Dias de Novais te redden toen zijn oorlog tegen het nabijgelegen Koninkrijk Ndongo in 1579 mislukte.
Echter, naarmate Portugal sterker werd, begon het meer druk uit te oefenen op Kongo. In 1622 brak Portugal de voorzichtige vriendschappelijke relatie die ze met Kongo hadden opgebouwd, door een groot leger naar het zuiden van Kongo te sturen, waar ze de lokale krachten versloegen in de Slag bij Mbumbi. De koning van Kongo op dat moment, Pedro II, leidde zelf een leger naar de Slag bij Mbanda en versloeg de invasie. Hij stuurde vervolgens een brief naar de Nederlandse Staten-Generaal, waarin hij voorstelde een alliantie met de Nederlanders aan te gaan om de Portugezen volledig uit Angola te verdrijven. Deze alliantie kwam pas in 1641 tot stand toen de Nederlandse troepen Luanda innamen en zich bij de Kongolese strijdkrachten voegden, waardoor de Portugezen zich terugtrokken. Echter, de Portugese troepen wisten zich uiteindelijk te herstellen en verdreven de Nederlanders in 1648.
In de jaren na de terugtrekking van de Nederlanders, streefden de Angolese gouverneurs naar wraak op Kongo en zetten zij een zeer agressieve politiek in om de slavenhandel te bevorderen. Deze politiek omvatte aanvallen op de Dembos, een gebied van kleine, semi-onafhankelijke staten die Angola van Kongo scheidden. Zowel Kongo als Angola claimden autoriteit over de Dembos.
Koning António I van Kongo, een agressieve monarch, was in onderhandeling met Spanje om een anti-Portugese alliantie te vernieuwen. Hij stuurde ook ambassadeurs naar de Dembos-gebieden om de lokale koninkrijken ervan te overtuigen zich bij Kongo aan te sluiten tegen de Portugezen, waarbij hij Spaanse steun beloofde.
In 1665 ontstond een opvolgingsstrijd in een van de kleine koninkrijken van de Dembos, Mbwila. De verschillende facties riepen zowel Kongo als Angola om hulp. Beide machten reageerden door legers naar het gebied te sturen, wat resulteerde in de Slag bij Mbwila, waarbij de Portugese strijdkrachten de Kongolese legers versloegen.

## Strijd
De kern van de Portugese strijdmacht, onder leiding van Luís Lopes de Sequeira, bestond uit 450 musketiers en twee lichte artilleriestukken. Daarbij waren ook soldaten uit Portugees Brazilië, waaronder mensen van Afrikaanse en Inheemse Amerikaanse afkomst, samen met Imbangala en andere Afrikaanse strijdkrachten, die in totaal zo'n 15.000 man telden. Het Kongolese leger bestond uit een grote groep boogschutters, waarschijnlijk ongeveer 15.000, zo'n 5.000 zware infanteristen gewapend met schilden en zwaarden, en een musketregiment van 380 man, waarvan 29 Portugezen, onder leiding van Pedro Dias de Cabral.
Beide legers opereerden op enige afstand van hun hoofdkwartieren en hadden dagenlang gemarcheerd om het slagveld te bereiken, langs de vallei van de Ulangarivier, net ten zuiden van de hoofdstad van Mbwila. Steile heuvels en de rivier bepaalden de oostzijde van het slagveld, en lagere heuvels de westzijde. De Portugese troepen namen posities in tussen de twee, met hun Afrikaanse troepen op de flanken en de musketiers in een ruitvormige formatie in het centrum, verankerd door hun artillerie. De Imbangala-strijdkrachten werden in reserve gehouden.
Het leger van António I marcheerde het Portugese formatie binnen met een voorhoede, gevolgd door drie divisies van zijn zware infanterie en de boogschutters op de flanken. De hertog van Bengo leidde de reserve. In de beginfase van de slag veegden de Kongolese boogschutters een groot aantal Afrikaanse boogschutters uit de Portugese strijdmacht van het slagveld en lanceerden vervolgens aanvallen op de Portugese musketiers, ondersteund door hun eigen zware infanterie en musketiers. Ondanks zware gevechten slaagden de Kongolezen er niet in de Portugese formatie te doorbreken en António I werd gedood tijdens een laatste poging. Het grootste deel van de Kongolese troepen brak op na de dood van de koning. De overlevenden konden zich alleen terugtrekken dankzij de vakkundige achterhoedeactie van de hertog van Bengo en de reserve.
Meer dan 400 van de zware infanteristen van Kongo kwamen om in de strijd, en vele andere boogschutters werden gedood. Onder de doden bevond zich ook de koninklijke kapelaan, de kapucijnse priester van gemengd ras Francisco de São Salvador. De jonge zoon van koning António, slechts zeven jaar oud, werd gevangengenomen. Na de slag werd het hoofd van de koning ceremonieel begraven door de Portugezen in de kapel van Onze-Lieve-Vrouw van Nazareth aan de Baai van Luanda. De kroon en scepter van Kongo werden als trofeeën naar Lissabon gestuurd.

## Nasleep
Na de Slag bij Mbwila kreeg Portugal een vazaliteitsovereenkomst van Dona Isabel, de regentes van Mbwila, maar het land was niet in staat om echte autoriteit over de regio uit te oefenen zodra hun troepen zich terugtrokken. In 1693 keerde Portugal terug om opnieuw te proberen de regio te onderdrukken. Het primaire gevolg in Kongo was echter de afwezigheid van een directe opvolger, wat het land in een burgeroorlog stortte. Deze burgeroorlog, die een halve eeuw duurde, leidde tot de decentralisatie van Kongo en fundamentele veranderingen. Kongolese historici beschouwen de slag zelfs rond 1700 als een beslissend keerpunt in de geschiedenis van hun land.
Na de slag werden vele mensen, waaronder edelen en leden van de koninklijke familie, gevangen genomen. Sommigen werden tot slaaf gemaakt en overgebracht naar Portugees Brazilië, en mogelijk naar andere plaatsen in de Amerika’s. Wat er precies met de meeste van deze gevangenen gebeurde is onbekend. Maar vóór 1670 verschenen de zonen van prinses Aqualtune, Ganga Zumba, zijn broer Ganga Zona, en hun zus Sabina, als slaven op een engenho (suikerrietplantage) in de Capitania van Pernambuco in het noordoosten van Brazilië. Zij leidden een opstand op de engenho, ontsnapten en vormden later hun eigen koninkrijk, het Quilombo dos Palmares, een Maroons-koninkrijk dat grote delen van het noordoosten van Brazilië controleerde tijdens de Nederlands-Portugese Oorlog.
Sabina bracht een zoon ter wereld, Zumbi, die, na gevangen te zijn genomen, werd opgevoed in een kerk en later ontsnapte. Zumbi volgde zijn oom op en werd koning van Palmares en leider van de opstand totdat hij in 1695 werd gedood door de Bandeirantes, waarna het koninkrijk werd vernietigd. Zijn zoon, Camuanga, volgde hem op als leider van de opstand, maar na deze gebeurtenis is onbekend wat er met hem of zijn nageslacht gebeurde. Vandaag de dag wordt Zumbi beschouwd als een nationale held in Brazilië.

## Verder lezen
- (pt) Sousa Dias, Gastäo (1942). A Batalha de Ambuíla. Museu de Angola, Luanda.
- Thornton, John K. (1998). Warfare in Atlantic Africa. University College of London Press, London. ISBN 1-85728-393-7.